# رهاب الدواء
رهاب الأدوية، أو الرهاب الدوائي ويعرف أيضًا باسم رهاب الصيدلة، هو الخوف الغير مبرر من استخدام الأدوية العلاجية. وفي بعض حالات الخوف الشديدة والغير منطقية قد يندرج تحت نوع من أنواع الرهاب يسمى الرهاب المحدد.
في حين أن عدم وعي المريض أو الطبيب بالتفاعلات الدوائية الضارة يمكن أن يكون له عواقب وخيمة، في حال وجود رهاب من الأدوية يمكن أن يكون له أيضًا آثار ضارة وخطيرة على صحة المريض، على سبيل المثال رفض المريض استعمال أدويتة الازمة. ويمكن أن يؤدي رهاب الدواء أيضًا إلى مشاكل في تداوي المريض. ويمكن أن يظهر رهاب الأدوية أيضًا في الآباء الذين يشعرون بالقلق والخوف بشأن إعطاء الأدوية لأطفالهم، خشية أن تضر الأدوية أكثر من نفعها. ويمكن أن يتسبب رهاب الدواء في ردود فعل سلبية وإنتكاسة من ناحية المريض تجاة الأدوية. وذلك حين يقع المريض في بعض المواقف مثل الأخطاء الطبية كان يتم وصف أدوية أحيانًا بجرعات زائدة أو بتعارضات مع أدوية أخرى أو بشعورة ببعض الاثار الجانبية للادوية وفي هذه الحالة يزداد شعور المريض بالرهاب إن نقص الوعي باستعداد المريض للتأثيرات الجانبية الضائرة (على سبيل المثال، المرضى القلقون والمسنون) وعدم إستيعاب المريض في التأثيرات الجانبية للدواء يعمل على تفاقم حالة الرهاب الدوائي.